# Table des caractères Unicode/UFB00
Cette page contient des caractères spéciaux ou non latins. S’ils s’affichent mal (▯, ?, etc.), consultez la page d’aide Unicode.
Table des caractères Unicode U+FB00 à U+FB4F.

## Formes de présentation alphabétiques
Formes de présentation alphabétiques de lettres latines, arméniennes et hébreues.

### Table des caractères
| en fr  | 0 | 1 | 2 | 3 | 4 | 5 | 6 | 7 | 8 | 9 | A | B | C | D | E | F |
| ------ | - | - | - | - | - | - | - | - | - | - | - | - | - | - | - | - |
| U+FB00 | ﬀ | ﬁ | ﬂ | ﬃ | ﬄ | ﬅ | ﬆ |   |   |   |   |   |   |   |   |   |
| U+FB10 |   |   |   | ﬓ | ﬔ | ﬕ | ﬖ | ﬗ |   |   |   |   |   | יִ | בﬞ | ײַ |
| U+FB20 | ﬠ | ﬡ | ﬢ | ﬣ | ﬤ | ﬥ | ﬦ | ﬧ | ﬨ | ﬩ | שׁ | שׂ | שּׁ | שּׂ | אַ | אָ |
| U+FB30 | אּ | בּ | גּ | דּ | הּ | וּ | זּ |   | טּ | יּ | ךּ | כּ | לּ |   | מּ |   |
| U+FB40 | נּ | סּ |   | ףּ | פּ |   | צּ | קּ | רּ | שּ | תּ | וֹ | בֿ | כֿ | פֿ | ﭏ |